# Partit Popular Catòlic
El Partit Popular Catòlic (en neerlandès Katholieke Volkspartij) fou un partit polític neerlandès fundat el 22 de desembre de 1945 com a continuació del Partit de l'Estat Catòlic Romà (RKSP). Era obert a totes les denominacions cristianes, però tenia un suport majoritàriament catòlic, encara que més modern i progressista. També defensa l'economia mixta i l'estat del benestar que combini lliure mercat i corporativisme. Fou partidari de la independència d'Indonèsia i de Suriname, de la integració neerlandesa a la Comunitat Econòmica Europea i a l'OTAN, a la limitació del divorci i a l'ajuda fiscal a les famílies.
A les eleccions legislatives neerlandeses de 1946 obtingué un terç dels vots i formà govern amb el Partit del Treball, que es va mantenir fins al 1956, primer presidit per Louis Beel fins a 1948, i per Will Drees, tot arrossegant en coalició la Unió Cristiana Històrica, el Partit Antirevolucionari i el Partit Popular per la Llibertat i la Democràcia. El govern es dedicà a la reconstrucció econòmica del país després de la guerra i reconèixer la independència d'Indonèsia. El 1948 patí l'escissió del Partit Nacional Catòlic (KNP), contrari a la independència indonèsia i a la col·laboració amb el PvdA. Ambdós partits, per pressions de l'Església Catòlica, es reunificaren el 1955.
Entre 1958 i 1965 fou el partit més votat, i després de la caiguda de Drees aportà tots els seus primers ministres, començant per Louis Beel. A les eleccions de 1959 va formar un govern de centredreta (KVP, ARP, CHU, VVD) presidit per Jan de Quay, que reforçà l'estat del benestar; després de les de 1963 continuà Victor Marijnen, però el 1965 fou substituït per Jo Cals.
De 1965 a 1980 va decaure el seu poder, a causa de la secularització i despolarització. A les eleccions de 1967 va perdre el 15% dels vots i 8 diputats, i augmentà la cooperació amb ARP i CHU, mentre que declinà amb el PvdA. Es formà una ala esquerra i progressista dins el partit, de la que en foren membres Ruud Lubbers i Jo Cals, que forçà una coalició del partit amb Piet de Jong (PvdA), però que també provocà escissió del Partit Polític dels Radicals (PPR) el 1968.
A les eleccions de 1971 tornà a perdre un 18% dels vots i 7 escons, i formà un nou govern de centredreta amb suport de DS70, dissidents del PvdA, presidit per Barent Biesheuvel, però que va caure el 1972. A les eleccions de 1972 només va obtenir 27 escons, 23 menys que el 1963. va perdre la majoria i no li quedà més remei que col·laborar amb PvdA, PPR i D66, que havien format un govern alternatiu que va caure el 1977.
Des del 1972 es va deixar influenciar per la CDU alemanya i estretà la col·laboració amb ARP i CHU, de manera que el 1974 formaren la coalició Crida Demòcrata Cristiana (CDA), que va guanyar les eleccions legislatives neerlandeses de 1977 i permeté que Dries van Agt formés govern. El 1980 els tres partits es van dissoldre. Alguns dels antics dirigents, com Maxime Verhagen i Maria van der Hoeven, mantenen una forta influència en la CDA.

## Resultats electorals
| Any  | Vots      | %         | Escons   | ±  | Govern   |
| ---- | --------- | --------- | -------- | -- | -------- |
| 1946 | 1,466,582 | 30.8 (1r) | 32 / 100 | 1  | Coalició |
| 1948 | 1,531,154 | 31.0 (1r) | 32 / 100 | =  | Coalició |
| 1952 | 1,529,508 | 28.7 (2n) | 30 / 100 | 2  | Coalició |
| 1956 | 1,815,310 | 31.7 (2n) | 49 / 150 | 19 | Coalició |
| 1959 | 1,895,914 | 31.6 (1r) | 49 / 150 | =  | Coalició |
| 1963 | 1,995,352 | 31.9 (1r) | 50 / 150 | 1  | Coalició |
| 1967 | 1,822,904 | 26.5 (1r) | 42 / 150 | 8  | Coalició |
| 1971 | 1,379,672 | 21.8 (2n) | 35 / 150 | 7  | Coalició |
| 1972 | 1,305,401 | 17.7 (2n) | 27 / 150 | 8  | Coalició |